# شهرستان هواچی
شهرستان هواچی (به لاتین: Huachi County) یک منطقهٔ مسکونی در چین است که در کینگیانگ واقع شده‌است.